# Кара Фатіма Ханум
Кара Фатіма Ханум (тур. Kara Fatima Khanum) — жінка-вождь курдського племені з Мараша (нинішнє місто Кахраманмараш на південному сході Туреччини). Роки її життя припали на XIX століття, хоча її точні дати вказати важко. Кара Фатіма Ханум особисто командувала курдським підрозділом у Кримській війні, тим самим прагнучи довести свою вірність Османській імперії після ув'язнення її чоловіка, вождя племені, що вступив у конфлікт з турецькою владою.
За словами краєзнавця Джезмі Юртсевера, який вивчав історію району Кахраманмараш-Адана, ім'я Кара Фатма слугувало прізвиськом Асіє-ханим (1820—1865) з Андирина, що боролася під час Кримської війни.
Кара Фатіма Ханум посіла чільне місце у випуску «Ілюстрованих лондонських новин» від 22 квітня 1854 року, де її прибуття з великою почтом вершників з її племені до Стамбула була присвячена довга стаття та ілюстрація на всю сторінку газети. Автор цієї статті так описав її:
|  | Королева чи пророчиця... оскільки вона наділена надприродними якостями... Це мініатюрна брюнетка років шістдесяти, яка зовсім не схожа на амазонку, хоча носить те, що зазвичай призначено для чоловічого одягу, і сидить на коні подібно до своїх воїнів. Її супроводжують дві рабині, також у чоловічому одязі. Її перевезли через Босфор з добірною групою вояків, що її супроводжують, у свого роду казарму в Стамбулі.. |

Фатіма Ханум прибула до Константинополя на початку Кримської війни із почтом із 300 вершників, «щоб просити аудієнції у падишаха, де хотіла продемонструвати йому свою підтримку та запропонувати допомогу». Один із німецьких очевидців цього прибуття описав Кару Фатіму Ханум як «чоловікоподібну». Однак точна дата її появи в Стамбулі не визначена, і дослідник Майкл Гюнтер навіть припустив, що вона могла брати участь у Російсько-турецькій війні 1877—1878.
1887 року в газеті Chicago Tribune Кара Фатіма-ханум була охарактеризована як «грізна жінка-войовниця з Курдистану». Крім того, автор статті зазначав, що уряд Османської імперії щомісяця виплачує їй грошову компенсацію, і описав її як «високу, худу, зі смаглявою яструбиною особою; її щоки кольору пергаменту, а обличчя поцятковане шрамами. У національному чоловічому одязі вона схожа на чоловіка років 40, а не на жінку, якій за 75».